# Thin Rock
Thin Rock är en kulle i Antarktis. Den ligger i Östantarktis. Australien gör anspråk på området. Toppen på Thin Rock är 187 meter över havet.
Terrängen runt Thin Rock är huvudsakligen platt, men söderut är den kuperad. Trakten är obefolkad. Det finns inga samhällen i närheten.